# Matanza del Río Abacaxis
La matanza del río abacaxis, fue un ataque contra la población ribereña e indígena que reside en las cercanías del Río Abacaxis, en el municipio de Nova Olinda do Norte.
El detonante fue la pesca ilegal realizada el 24 de julio de 2020 en el Río Abacaxis por Saulo Moysés Rezende Costa, entonces secretario ejecutivo del Fondo de Promoción Social del estado de Amazonas. Después de un desacuerdo con líderes locales, Costa recibió un disparo en el hombro. El 3 de agosto, la Policía Militar llevó a cabo una operación contra el narcotráfico en la región, resultando en dos policías muertos y dos heridos. En respuesta, Louismar Bonates, el entonces secretario de Seguridad Pública del Estado, autorizó el envío de 50 policías a las comunidades, liderados por el coronel Ayrton Norte, entonces Comandante General de la Policía Militar del estado.
Durante la operación, se produjeron varios asesinatos, informes de tortura y otras violaciones de los derechos humanos. El 7 de agosto de 2020, la Justicia Federal ordenó la intervención e investigación de la Policía Federal en la zona, con el apoyo de la Fuerza Nacional de Seguridad Pública. Con la participación de los agentes, siete personas murieron y otras cinco continúan desaparecidas. También hubo informes de entre 11 y 20 muertes adicionales, que fueron negadas por la Secretaría Estatal de Seguridad Pública. En total, 15 personas fueron arrestadas bajo cargos de narcotráfico.
Después de tres años, las investigaciones se vieron marcadas por una gran rotación de delegados y jueces, con 130 policías bajo investigación. El 28 de abril de 2023, Louismar Bonates y Ayrton Norte fueron acusados por la PF de promover la masacre.

## Masacre

### Desacuerdo por pesca ilegal
Según la Policía Federal (PF) y la Comisión Pastoral de la Tierra (CPT), el 24 de julio de 2020, Saulo Moysés Rezende Costa, entonces secretario ejecutivo del Fondo de Promoción Social del estado de Amazonas, pescaba ilegalmente con amigos en su lancha en el río Abacaxis, cerca de la Tierra Indígena Kwatá Laranjal en Nova Olinda do Norte. Se peleó con líderes locales y recibió un disparo en el hombro.
La Secretaría Estatal de Seguridad Pública (SSP-AM), dirigida por Louismar Bonates en ese momento, informó que Costa presentó una denuncia afirmando que las personas que le dispararon llevaban armas de fuego, cuchillos y antorchas.

### Operación contra el narcotráfico
El 3 de agosto, la SSP-AM envió a la Policía Militar (PM) para llevar a cabo una operación contra una organización criminal vinculada al tráfico de drogas, amenazas, homicidios y delitos ambientales. Los policías militares ingresaron encapuchados a las comunidades ribereñas locales. Durante la operación, murieron dos policías de la Compañía de Operaciones Especiales (COE), el cabo Márcio Carlos de Souza y el sargento 3.º Manoel Wagner Silva Souza, y otros dos policías resultaron heridos en el brazo y el cuello. El 4 de agosto, el Comandante General de la Policía Militar, el coronel Ayrton Norte, regresó a la comunidad con refuerzos de 50 policías.
Según la SSP, antes de la intervención de la PF, se detuvieron a 11 personas, se incautaron 13 armas de fuego y se encontraron cuatro plantaciones de marihuana. También se detuvo al presidente de la Asociación Nova Esperança do Rio Abacaxis (Anera), acusado de liderar el abordaje armado a las embarcaciones locales y de proporcionar información a los narcotraficantes el día del asesinato de los dos policías militares. Hay denuncias de que fue torturado después de su arresto.

## Víctimas
Durante la operación, varias personas perdieron la vida o desaparecieron. La policía atribuye las muertes a los traficantes, acusándolos de intentar desacreditar el trabajo de la Policía Militar (PM) en la zona. Sin embargo, los indígenas de la región afirman que los traficantes huyeron a sus tierras con la llegada de la PM. Se denuncian el uso de armas de fuego para coacción, allanamientos, restricción de movimiento en las comunidades y confiscación de teléfonos celulares. Además, se informa de torturas generalizadas, incluso a niños.
El 5 de agosto, un hombre no identificado falleció. El 7 de agosto, Josimar Moraes Lopes, un indígena munduruku, fue encontrado muerto después de dos días desaparecido. Su hermano, Josivan, sigue desaparecido. El 10 de agosto, la Secretaría Estatal de Seguridad Pública (SSP) confirmó el hallazgo de más cuerpos. El 11 de agosto, la Policía Federal (PF) descubrió tres cuerpos más de ribereños baleados, elevando el número de fallecidos a seis. Posteriormente, se identificó a las víctimas como el matrimonio Anderson Barbosa Monteiro, Vandrelane de Souza Araújo, y su hijo Matheus Cristiano de Souza Araújo. Una cuarta persona que estaba con ellos sigue desaparecida. Para el 17 de agosto, al menos 5 personas estaban desaparecidas y dos cuerpos no identificados se encontraban en la región.
Además de estos casos, se reportaron entre 11 y 20 muertes, según la SSP, consideradas infundadas. Al menos cien familias de once comunidades afirmaron haber sido torturadas. La SSP también afirmó que se abrieron investigaciones policiales para todas las muertes confirmadas.

## Actuación del Estado

### Interferencia de la Policía Federal
El 6 de agosto, el Ministerio Público Federal (MPF) activó la Justicia Federal para investigar las circunstancias, motivaciones y posibles abusos e ilegalidades de la operación, tras recibir numerosos informes de residentes sobre abusos y violaciones de los derechos humanos en las comunidades. Según el MPF, durante el abordaje, los policías estaban sin uniforme y utilizaron la embarcación de Saulo Moysés Rezende Costa, la misma que generó un conflicto por la pesca ilegal el 24 de julio. Esto llevó a la comunidad a creer que la operación estaba motivada por venganza.
Entre las demandas de los residentes se encontraba la interferencia de la PF y la libre circulación en las comunidades. El caso se trasladó al juicio en la 9.ª Vara Federal en Amazonas, pero el MPF también envió comunicaciones al Consejo Nacional de Derechos Humanos, al Ministerio de Justicia, a la Policía Federal en Amazonas y a la Coordinación de la Frente Parlamentar Mista em Defesa dos Direitos dos Povos Indígenas.
La actuación de la PF fue aceptada por la Justicia el 7 de agosto. También se ordenó la libre circulación de los habitantes de las comunidades, con una multa al Estado de R$ 100 mil por día. La PF llegó a las comunidades el 10 de agosto, bajo el mando del delegado Luiz Carlos Ramos Porto. El delegado Cícero Túlio fue el encargado de las investigaciones.
El 11 de agosto, el gobernador Wilson Lima anunció el envío de refuerzos al municipio.
El 12 de agosto, la PF realizó las primeras detenciones. Dos mujeres y un hombre fueron identificados como familiares de narcotraficantes y fueron arrestados llevando armas de fuego y municiones hacia la selva.
El 14 de agosto, el Gobierno Federal autorizó el apoyo de la Fuerza Nacional de Seguridad Pública a la PF durante 60 días.

### Reacción de entidades civiles
El 17 de agosto de 2020, la arquidiócesis de Manaus y representantes de 50 instituciones y movimientos sociales firmaron un manifiesto solicitando la retirada de la PM del área. También exigieron la destitución de Saulo Moysés Rezende Costa, Ayrton Norte y todos los delegados involucrados, así como la responsabilidad del gobernador Wilson Lima por las muertes. Se pidió la búsqueda de los cuerpos desaparecidos y la protección de los habitantes por la Fuerza Nacional de Seguridad Pública. Además, diversas entidades públicas solicitaron la protección de la población ribereña e indígena. La diputada Joênia Wapichana también solicitó protección para entidades internacionales.
El lugar fue fiscalizado por el MPF, el Consejo Nacional de Derechos Humanos y otras entidades civiles, que calificaron la operación como una masacre.

## Investigación y Desarrollos
La Policía Federal (PF) llevó a cabo una investigación de tres años sobre el caso, indagando a 130 policías. Durante este tiempo, hubo una significativa rotación de seis delegados y diversos jueces, percibida por el Colectivo Pelos Povos do Abacaxis como una maniobra para interferir en la continuidad de las investigaciones. La Justicia decidió establecer una base móvil de la PF en la región para combatir la actividad ilegal de garimpeiros y otras intimidaciones, amenazas y agresiones contra los indígenas y ribereños, aunque esta decisión aún no se ha implementado.
El 11 de agosto de 2020, Saulo Moysés Rezende Costa fue destituido del Fundo de Promoção Social do Estado. En agosto de 2021, Louismar Bonates fue destituido de la SSP. El 30 de octubre de 2021, el coronel Airton Ferreira do Norte renunció para postularse como vicealcalde en Coari en la lista de Róbson Tiradentes (PSC).
Después del final de la operación en marzo de 2022, el coronel de la PM Airton Ferreira do Norte recibió un aumento salarial del 25%, retroactivo a enero. En mayo, el gobernador Wilson Lima condecoró a Louismar Bonates, Airton Ferreira do Norte y otros 12 PMs con la medalla conmemorativa del aniversario de la PM de Amazonas. En noviembre, Wilson Lima condecoró a Lousimar con la medalla Imperador Dom Pedro II.
El 28 de abril de 2023, Louismar Bonates y Airton Norte fueron imputados por la PF. La acusación señala que la tropa bajo el mando de Airton invadió casas sin orden judicial, torturó a residentes, asesinó a cinco personas y fue responsable de la desaparición de otras dos. Louismar fue acusado de utilizar su cargo para facilitar una operación de exterminio. La defensa alega que ambos solo ordenaron la investigación de la muerte de dos policías y no respaldan los crímenes y excesos cometidos durante la operación. Además, la defensa afirmó que los delitos fueron cometidos por traficantes locales.
El 5 de junio, la PF ejecutó una orden de registro en una casa y un hotel utilizados por los policías durante la acción, donde supuestamente habían torturado a una de las víctimas. Se encontraron R$ 100 mil en efectivo, y la PF afirmó que el propietario de los establecimientos envió imágenes alteradas de las cámaras de seguridad cuando se le pidió que las entregara a las autoridades.
La PF regresó a la región del río Abacaxis entre el 15 y el 23 de abril de 2024 para continuar las investigaciones y reparar los daños causados. Al mismo tiempo, el Consejo Nacional de Derechos Humanos afirmó que el sitio se encontraba en estado de abandono y la población seguía atemorizada, y llamó a actuar de inmediato.